# Folkskoleseminariet i Kristianstad

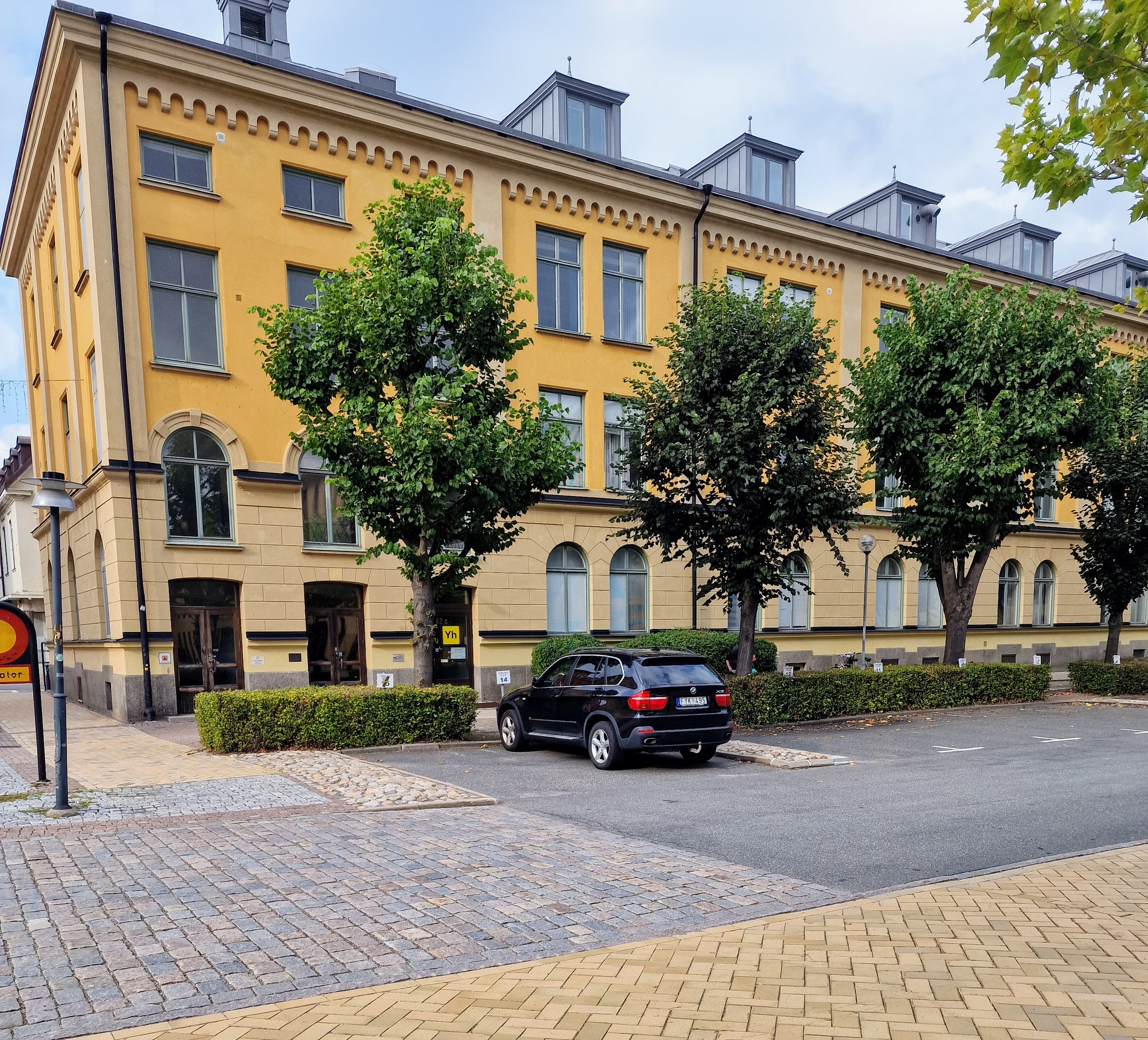
Nya södra kasern byggd 1897. Folkskoleseminarium 1950 till 1968.

Folkskoleseminariet i Kristianstad inrättades 1947. Seminariet startade i lokaler på Norra Folkskolan i Kristianstad där undervisningen bedrevs i väntan på att lokaler i tre byggnader på Södra Kasern som skulle renoveras för skolans behov.  Folkskoleseminariet ombildades 1968 till lärarhögskola. Seminariet hade från läsåret 1948/49 två fyraåriga linjer. Seminariet var samkönat och hade två fyraåriga linjer med intagna utan studentexamen. Under 1950-talets andra hälft började den tvåriga utbildningen på seminariet och senare också småskollärarutbildning.

## Provisoriska lokaler 1947-1950
Under de första åren användes läroverkets lokaler för undervisning i fysik, kemi och biologi. Gymnastik  för manliga elever höll till på Östra Kasern och simundervisningen och frivillig gymnastik bedrevs på Parkskolan liksom undervisning i hushållsgöromål. De stora avstånden mellan de utspridda lokalerna försvårade undervisningen och störde genom att förflyttningar stal tid från raster och lektioner. Skolan skulle senare främst disponera den nya logementsbyggnaden på Södra kasern från 1897, som byggdes om till undervisningslokaler. A3:s gamla gymnastiksal, Korridoren, som varit hemmaarena för IFK Kristianstad, inrymdes med två gymnastiksalar och klassrum i södra delen. Slutligen disponerade seminariet den gamla sjukhusbyggnaden i nordöstra hörnet av Södra Kasern. Ombyggnaderna var färdiga 1950 och skolan firade detta med en invigning 1950.

## Tidigare småskoleseminarium
Lärarutbildning startade i Kristianstad 1835 i liten skala på Kung Karls skola (Bishop Arms 2024) före detta hotell Brissman. 1874 sommaren startade ett småskoleseminarium, som 1875-1889 hade en så kallad åhörarinneklass. Skolan upphörde 1889 eftersom landstingen inte längre gav den några pengar. 1893 kunde verksamheten fortsätta i småskoleseminariet. Årsberättelserna visar att skolan i början bedrevs med mycket små resurser. Det var en sommarskola som bara hade verksamhet då andra skolar hade ferier. Lokaler och viss  materiel tillhandahölls av Kristianstad stads skolråd. Tiden 1893-1904 var huvuddelen av småskoleseminariet i staden inrymt i Södra skolan. 1899 flyttades delar av småskoleseminariet till Norra Folkskolan, senare Norretullskolan. 1903 förlades småskoleseminariet helt till norra folkskolan. 1909 flyttades småskoleseminariet från Norra Folkskolan till Östra Folkskolan, senare Centralskolan. Detta seminarium för småskollärare drevs av landstinget och nedlades 1929. Seminariebetänkandet från 1931 menade att två småskollärarseminarier räckte för Skåne och Halland. Seminariets historia skildras av  Astrid och Bertil Lovén i Kristianstads läns landstings småskoleseminarium 1874-1929 : en epok i landstingets och lärarutbildningens historia.

## Lärare på seminariet

### Rektorer
- Olof Sörndal 1948–1956

- Mauritz Wictorin 1956–1968

### Lektorer
- Gunnar Sjöstedt 1949–1958[6]
- Mauritz Wictorin 1951–1956

- Yngve Andersson 1958–1968

- Harald Olsson 1950–1968

- Gösta Rignell 1963–1968

- Carl-Fredrik Glimberg 1963–1968

### Inspektor
- Nils Harald Holmquist 1947–1964[7]
- Stig Sunne 1965-1968[8]

## Undervisningen på seminariet
Undervisningen på folkskoleseminariet under 1950-talet var schemalagd klockan 8–16, med undervisning sex dagar i veckan. Det var mest katederundervisning, men kandidaterna var också ute på praktik. På nedre våningen av seminariet fanns ett antal så kallade övningsklasser som kandidaterna fick öva undervisning på, vilket också skedde på Södra folkskolan och Centralskolan. Seminarister som tagit studenten gick en tvåårig lärarutbildning medan de som bara hade realexamen studerade den fyraåriga lärarutbildningen. I Kristianstad fanns under 1950-talets början bara den fyraåriga linjen. Skolan var då uppdelad i en klass med omkring 30 män och en med 30 kvinnor. Under 1950-talet fick seminariet också den tvååriga linjen, och då med könsblandade klasser. Läsåret 1955-1956 togs inga elever in på den fyraåriga linjen. Läsåret 1957-1958 började en klass för utbildning småskollärare på seminariet.  Nästa år tog två klasser med småskollärare in på seminariet. Seminariets tyngdpunkt ändrades till småskolärarutbildning, som under 1960-talet också fick en treårig linje förutom den tvååriga. Undervisningen till folkskollärare fortsatte dock till 1968 på både tvååriga och den fyraåriga utbildningen.
De som inte tagit realexamen  fick tentera av ämne efter ämne före studierna. Ibland hade de sökande folkhögskolestudier och de fick tentera för att få plats på seminariet. Efter folkskollärarutbildningen fick man behörighet att undervisa i årskurserna 1–7. Det vanliga var dock att man hade elever i årskurs 4–7. Folkskollärare kunde undervisa i 13–14 olika ämnen och inte bara vanliga skolämnen som historia, biologi, svenska, matematik och fysik utan träslöjd och trädgårdskunskap var också på schemat. Kristianstad seminarium hade en övningsträdgård som låg på egna hem vid Ängsgården nära Floravägen.

## Efter seminariet
Riksdagens beslut 1967 om nya lärarhögskolor innebar för Kristianstads del att lärarhögskolan fortsatte i samma lokaler. Kristianstad stad utlyste en arkitekttävling 1969 med ett vinnande förslag som föreslog en helt ny lärarhögskola men det förverkligades inte. Riksdagens beslut 1975 om en ny högskola i Kristianstad förverkligades 1977 också i samma lokaler nu utvidgade med södra skolan men högskolan blev snart trångbodd. En arbetsgrupp ventilerade åter planer på en nybyggd högskola i stadens centrum. Högskolan flyttades utanför centrum till P6 gamla kasernområdet på Näsby. Kristianstad högskola har växt kraftigt på Näsby och blivit större än vad Lunds universitet var 1950. 2024 fattades beslut att högskolan ska flytta åter till centrum genom att galleria boulevard byggs om till ny högskola.